# Burgstall Drackenstein
Der Burgstall Drackenstein ist eine abgegangene Höhenburg in dem Ortsteil Drackenstein des Marktes Regenstauf im Oberpfälzer Landkreis Regensburg in Bayern (Haus Nr. 12). Die Anlage wird als Bodendenkmal unter der Aktennummer D-3-6839-0018 im Bayernatlas als „mittelalterlicher Burgstall, archäologische Befunde des abgegangenen frühneuzeitlichen Schlosses Drackenstein“ geführt. 

## Geschichte
Ein Friedrich von Trackenstein erscheint erstmals 1339 in den Annalen (eventuell ist dieser mit dem Friedrich Hofer, der auch die Burg Karlstein und die Burg Forstenberg besaß, identisch). 1378 wird ein Dietrich Hofer als Besitzer Drackensteins genannt, der sich in der Folge Diethoch der Hofer zu Trochenstein bzw. cze dem Drakchenstain nennt. Ein Hans Hofer bzw. ein Hanns Hofer zum Trackenstain wird 1400–1416 genannt, ein Stephan Hofer wird 1436 als Besitzer erwähnt.
Nach dem Brand der Burg 1573 sind hier wechselnde Besitzer erwähnt. Es werden hier die Tanndorfer genannt, die auch die Burg Karlstein und die Burg Forstenberg besaßen. Drackenstein bleibt in den nächsten Jahrhunderten ein wenig bedeutendes Anhängsel von Karlstein.

## Burgstall  Drackenstein heute

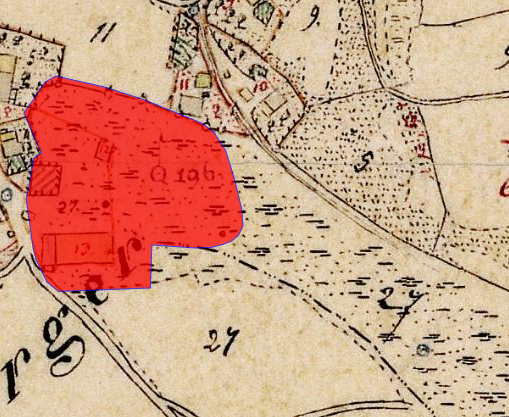
Lageplan des Burgstalls Drackenstein auf dem Urkataster von Bayern

Auf der Landtafel Philipp Apians von 1568 ist die Burg Drackenstein (Trackenstain) noch mit Turm, Mauer und einem Wohngebäude dargestellt. 1573 oder 1577 ist die Anlage durch Brandstiftung abgekommen. Ein als schönes Schlösserl (Reisach, 1780) an diesem Ort genannter Bau ist vermutlich ein Nachfolgeobjekt, das seinerseits durch das Haus Nr. 12 ersetzt wurde.

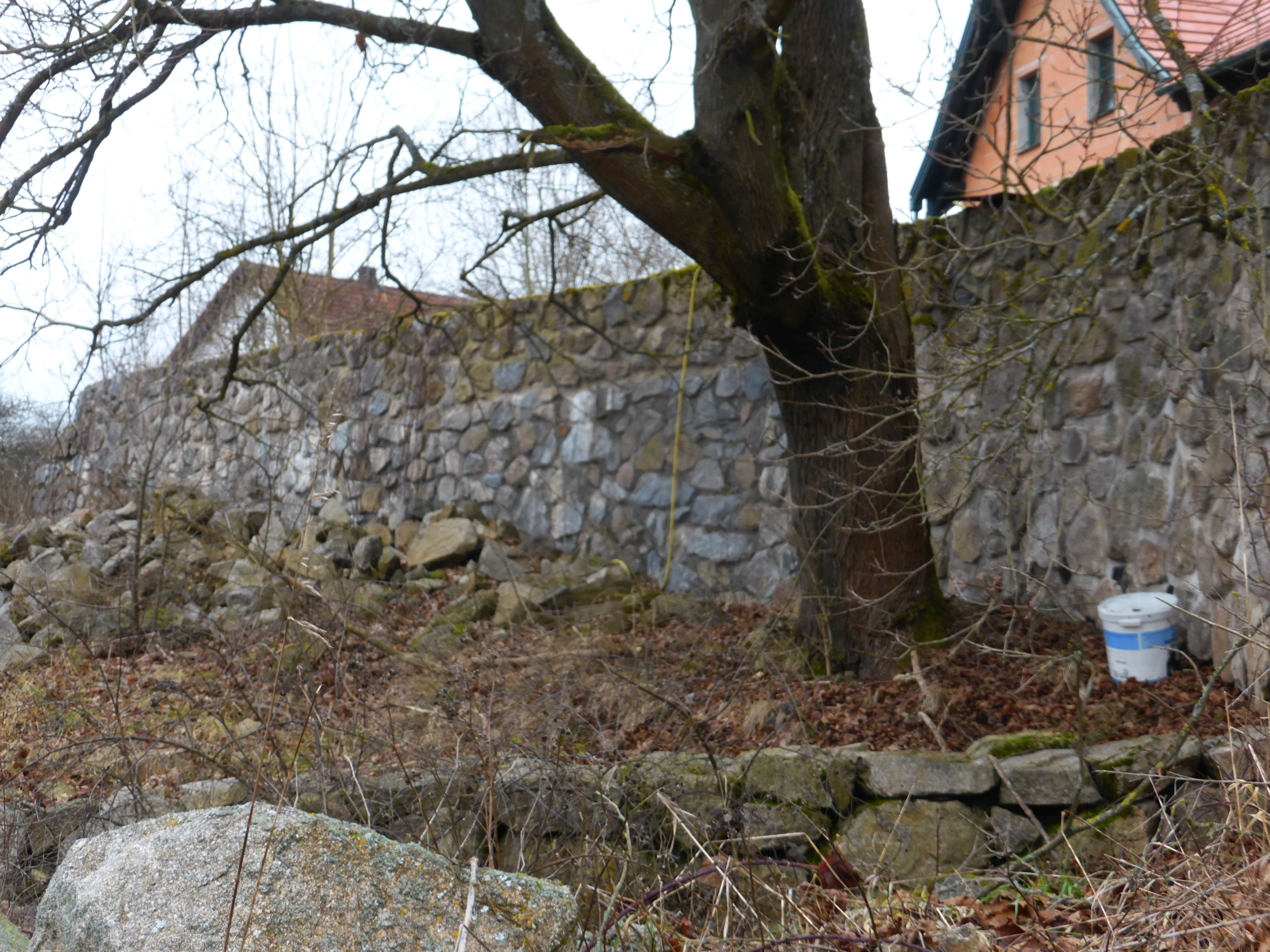
Vermutete Reste der Burg Drackenstein

Auf einer Felskuppe auf einem nach Osten vorspringenden Hügelsporn findet sich der Standort des völlig abgegangenen Turms dieser Kleinburg. Erhalten sind in den Stein gehauene Stufen, welche den Burgplatz von Osten her zugänglich machten. Die Turmfundamente scheinen systematisch abgetragen und wiederverwendet worden zu sein. Ein östlich vorgelagerter Mauerzug wird durch eine Böschungskante angezeigt. Eine Vorburg grenzte an den Bereich des neu erbauten Gebäudes Nr. 12 an. Die Lokalisierung ist aber unsicher, da die Steine der Burg abgetragen und für andere Häuser verwendet wurden; auch aktuelle Grabungen, die wegen eines rezenten Hausbaus vorgenommen wurden, ermöglichten keine sichere Ortsbestimmung. 